# Richard Sylbert
Richard Sylbert (Brooklyn, 16 de abril de 1928 — Los Angeles, 23 de março de 2002) foi um diretor de arte estadunidense. Venceu o Oscar de melhor direção de arte em duas ocasiões: por Who's Afraid of Virginia Woolf? e Dick Tracy.